# Sericoides nigriceps
Sericoides nigriceps is een keversoort uit de familie bladsprietkevers (Scarabaeidae). De wetenschappelijke naam van de soort is voor het eerst geldig gepubliceerd in 1839 door Guerin-Meneville.